# 이토 아이코
이토 아이코(いとうあいこ, 1980년 10월 24일 ~ )는 일본의 배우였다.

## 출연작

### 드라마
- 2003년 《폭룡전대 아바렌쟈》 이츠키 란루 / 아바레 옐로우 역
- 2008년 《애수의 로메라》
- 2008년 《된장녀와 극빈남》

### 영화
- 2008년 《해피 플라이트》 미야모토 리에 역